# Rețeaua Europeană a Operatorilor de Sisteme de Transport de Energie Electrică
Rețeaua europeană a operatorilor de sisteme de transport de energie electrică (ENTSO-E) este o asociație care reprezintă 40 de operatori de sisteme de transport de energie electrică (OST) din 36 de țări din întreaga Europă, extinzându-se astfel dincolo de granițele UE. Acesta gestionează zona sincronă a Europei Continentale (CESA). ENTSO-E a fost înființată și a primit mandate legale prin cel de-al treilea pachet al UE pentru piața internă a energiei în 2009, care urmărește liberalizarea în continuare a piețelor de gaze și energie electrică din UE. Ukrenergo din Ucraina a devenit al 40-lea membru al asociației la 1 ianuarie 2024.